# Interlands Italiaans voetbalelftal 1970-1979
Deze pagina toont een chronologisch en gedetailleerd overzicht van de interlands die het Italiaans voetbalelftal heeft gespeeld in de periode 1970 – 1979.

## Interlands

### 1970
|                                                                          |                                                         |       |                                   |                                                                                               |
| 21 februari Vriendschappelijk № 285 «onderlinge duels» 21:00 uur (UTC+1) | Spanje                                                  | 2 – 2 | Italië                            | Estadio Santiago Bernabéu, Madrid Toeschouwers: 80.000 Scheidsrechter: Kurt Tschenscher (FRG) |
| 21 februari Vriendschappelijk № 285 «onderlinge duels» 21:00 uur (UTC+1) | Sandro Salvadore 23' (e.d.) Antón Arieta-Araunabeña 25' |       | 11' Pietro Anastasi 18' Gigi Riva | Estadio Santiago Bernabéu, Madrid Toeschouwers: 80.000 Scheidsrechter: Kurt Tschenscher (FRG) |

|                                                                     |                     |       |                             |                                                                                             |
| 10 mei Vriendschappelijk № 286 «onderlinge duels» 16:00 uur (UTC+1) | Portugal            | 1 – 2 | Italië                      | Estádio Nacional, Oeiras Toeschouwers: 20.711 Scheidsrechter: Antonio Camacho Jiménez (ESP) |
| 10 mei Vriendschappelijk № 286 «onderlinge duels» 16:00 uur (UTC+1) | Humberto Coelho 85' |       | 38' Gigi Riva 67' Gigi Riva | Estádio Nacional, Oeiras Toeschouwers: 20.711 Scheidsrechter: Antonio Camacho Jiménez (ESP) |

| Wereldkampioenschap voetbal 1970 |
| -------------------------------- |

|                                                                   |                       |       |        |                                                                                   |
| 3 juni WK 1970 Groep B № 287 «onderlinge duels» 16:00 uur (UTC−6) | Italië                | 1 – 0 | Zweden | Estadio Luis Dosal, Toluca Toeschouwers: 13.433 Scheidsrechter: Jack Taylor (ENG) |
| 3 juni WK 1970 Groep B № 287 «onderlinge duels» 16:00 uur (UTC−6) | Angelo Domenghini 11' |       |        | Estadio Luis Dosal, Toluca Toeschouwers: 13.433 Scheidsrechter: Jack Taylor (ENG) |

|                                                                   |         |       |        |                                                                                     |
| 6 juni WK 1970 Groep B № 288 «onderlinge duels» 16:00 uur (UTC−6) | Uruguay | 0 – 0 | Italië | Estadio Cuauhtémoc, Puebla Toeschouwers: 29.968 Scheidsrechter: Rudi Glöckner (DDR) |
| 6 juni WK 1970 Groep B № 288 «onderlinge duels» 16:00 uur (UTC−6) |         |       |        | Estadio Cuauhtémoc, Puebla Toeschouwers: 29.968 Scheidsrechter: Rudi Glöckner (DDR) |

|                                                                    |        |       |        |                                                                                       |
| 11 juni WK 1970 Groep B № 289 «onderlinge duels» 16:00 uur (UTC−6) | Italië | 0 – 0 | Israël | Estadio Luis Dosal, Toluca Toeschouwers: 9.890 Scheidsrechter: Aírton de Moraes (BRA) |
| 11 juni WK 1970 Groep B № 289 «onderlinge duels» 16:00 uur (UTC−6) |        |       |        | Estadio Luis Dosal, Toluca Toeschouwers: 9.890 Scheidsrechter: Aírton de Moraes (BRA) |

|                                                                        |                                                                         |       |                   |                                                                                       |
| 14 juni WK 1970 Kwartfinale № 290 «onderlinge duels» 12:00 uur (UTC−6) | Italië                                                                  | 4 – 1 | Mexico            | Estadio Luis Dosal, Toluca Toeschouwers: 26.851 Scheidsrechter: Rudolf Scheurer (SUI) |
| 14 juni WK 1970 Kwartfinale № 290 «onderlinge duels» 12:00 uur (UTC−6) | Javier GUuzman 25' (e.d.) Gigi Riva 63' Gianni Rivera 70' Gigi Riva 76' |       | 13' Jose Gonzalez | Estadio Luis Dosal, Toluca Toeschouwers: 26.851 Scheidsrechter: Rudolf Scheurer (SUI) |

|                                                                         |                                                                                |              |                                                   |                                                                                         |
| 17 juni WK 1970 Halve finale № 291 «onderlinge duels» 16:00 uur (UTC−6) | Italië                                                                         | 4 – 3 (n.v.) | West-Duitsland                                    | Aztekenstadion, Mexico-Stad Toeschouwers: 102.444 Scheidsrechter: Arturo Yamasaki (MEX) |
| 17 juni WK 1970 Halve finale № 291 «onderlinge duels» 16:00 uur (UTC−6) | Roberto Boninsegna 8' Tarcisio Burgnich 98' Luigi Riva 104' Gianni Rivera 111' |              | 90' Karl-Heinz Schnellinger 94', 110' Gerd Müller | Aztekenstadion, Mexico-Stad Toeschouwers: 102.444 Scheidsrechter: Arturo Yamasaki (MEX) |

|                                                                   |                                                                      |       |                        |                                                                                       |
| 21 juni WK 1970 Finale № 292 «onderlinge duels» 12:00 uur (UTC−6) | Brazilië                                                             | 4 – 1 | Italië                 | Aztekenstadion, Mexico-Stad Toeschouwers: 107.412 Scheidsrechter: Rudi Glöckner (DDR) |
| 21 juni WK 1970 Finale № 292 «onderlinge duels» 12:00 uur (UTC−6) | Pelé 18' Gérson 66' Jair Ventura Filho 71' Carlos Alberto Torres 86' |       | 37' Roberto Boninsegna | Aztekenstadion, Mexico-Stad Toeschouwers: 107.412 Scheidsrechter: Rudi Glöckner (DDR) |

|  |  |  |  |  |  |  |  |  |

|                                                                         |                   |       |                        |                                                                            |
| 17 oktober Vriendschappelijk № 293 «onderlinge duels» 15:30 uur (UTC+1) | Zwitserland       | 1 – 1 | Italië                 | Wankdorf, Bern Toeschouwers: 38.271 Scheidsrechter: Kurt Tschenscher (FRG) |
| 17 oktober Vriendschappelijk № 293 «onderlinge duels» 15:30 uur (UTC+1) | Rolf Blättler 16' |       | 85' Alessandro Mazzola | Wankdorf, Bern Toeschouwers: 38.271 Scheidsrechter: Kurt Tschenscher (FRG) |

|                                                                            |                   |       |                                               |                                                                                |
| 31 oktober EK 1972 kwalificatie № 294 «onderlinge duels» 15:00 uur (UTC+1) | Oostenrijk        | 1 – 2 | Italië                                        | Praterstadion, Wenen Toeschouwers: 54.953 Scheidsrechter: Lau van Ravens (NED) |
| 31 oktober EK 1972 kwalificatie № 294 «onderlinge duels» 15:00 uur (UTC+1) | Thomas Parits 29' |       | 27' Giancarlo De Sisti 34' Alessandro Mazzola | Praterstadion, Wenen Toeschouwers: 54.953 Scheidsrechter: Lau van Ravens (NED) |

|                                                                            |                                                                        |       |         |                                                                                    |
| 8 december EK 1972 kwalificatie № 295 «onderlinge duels» 14:30 uur (UTC+1) | Italië                                                                 | 3 – 0 | Ierland | Stadio Comunale, Florence Toeschouwers: 41.092 Scheidsrechter: Robert Schaut (BEL) |
| 8 december EK 1972 kwalificatie № 295 «onderlinge duels» 14:30 uur (UTC+1) | Giancarlo De Sisti 22' (pen.) Roberto Boninsegna 42' Pierino Prati 84' |       |         | Stadio Comunale, Florence Toeschouwers: 41.092 Scheidsrechter: Robert Schaut (BEL) |

### 1971
|                                                                          |                        |       |                             |                                                                                       |
| 20 februari Vriendschappelijk № 296 «onderlinge duels» 14:30 uur (UTC+1) | Italië                 | 1 – 2 | Spanje                      | Stadio Sant'Elia, Cagliari Toeschouwers: 27.492 Scheidsrechter: Robert Frauciel (FRA) |
| 20 februari Vriendschappelijk № 296 «onderlinge duels» 14:30 uur (UTC+1) | Giancarlo De Sisti 79' |       | 35' Pirri 79' Fidel Uriarte | Stadio Sant'Elia, Cagliari Toeschouwers: 27.492 Scheidsrechter: Robert Frauciel (FRA) |

|                                                                        |                  |       |                                          |                                                                                       |
| 10 mei EK 1972 kwalificatie № 297 «onderlinge duels» 19:00 uur (UTC+1) | Ierland          | 1 – 2 | Italië                                   | Lansdowne Road, Dublin Toeschouwers: 22.613 Scheidsrechter: Gerhard Schulenburg (FRG) |
| 10 mei EK 1972 kwalificatie № 297 «onderlinge duels» 19:00 uur (UTC+1) | Jimmy Conway 23' |       | 15' Roberto Boninsegna 59' Pierino Prati | Lansdowne Road, Dublin Toeschouwers: 22.613 Scheidsrechter: Gerhard Schulenburg (FRG) |

|                                                                         |        |       |        |                                                                                  |
| 9 juni VEK 1972 kwalificatie № 298 «onderlinge duels» 19:00 uur (UTC+1) | Zweden | 0 – 0 | Italië | Råsundastadion, Solna Toeschouwers: 36.528 Scheidsrechter: Rudolf Scheurer (SUI) |
| 9 juni VEK 1972 kwalificatie № 298 «onderlinge duels» 19:00 uur (UTC+1) |        |       |        | Råsundastadion, Solna Toeschouwers: 36.528 Scheidsrechter: Rudolf Scheurer (SUI) |

|                                                                           |                                               |       |        | |
| 25 september Vriendschappelijk № 299 «onderlinge duels» 17:00 uur (UTC+2) | Italië                                        | 2 – 0 | Mexico | Stadio Luigi Ferraris, Genua Toeschouwers: 43.350 Scheidsrechter: José María Ortiz de Mendíbil (ESP) |
| 25 september Vriendschappelijk № 299 «onderlinge duels» 17:00 uur (UTC+2) | Roberto Boninsegna 60' Roberto Boninsegna 64' |       |        | Stadio Luigi Ferraris, Genua Toeschouwers: 43.350 Scheidsrechter: José María Ortiz de Mendíbil (ESP) |

|                                                                           |                                                   |       |        |                                                                          |
| 9 oktober EK 1972 kwalificatie № 300 «onderlinge duels» 14:30 uur (UTC+1) | Italië                                            | 3 – 0 | Zweden | San Siro, Milaan Toeschouwers: 65.582 Scheidsrechter: Roger Machin (FRA) |
| 9 oktober EK 1972 kwalificatie № 300 «onderlinge duels» 14:30 uur (UTC+1) | Gigi Riva 3' Roberto Boninsegna 41' Gigi Riva 83' |       |        | San Siro, Milaan Toeschouwers: 65.582 Scheidsrechter: Roger Machin (FRA) |

|                                                                             |                                   |       |                                      |                                                                                    |
| 20 november EK 1972 kwalificatie № 301 «onderlinge duels» 14:30 uur (UTC+1) | Italië                            | 2 – 2 | Oostenrijk                           | Olympisch Stadion, Rome Toeschouwers: 58.752 Scheidsrechter: Gyula Emsberger (HUN) |
| 20 november EK 1972 kwalificatie № 301 «onderlinge duels» 14:30 uur (UTC+1) | Pierino Prati 10' Robert Sara 59' |       | 36' Kurt Jara 75' Giancarlo De Sisti | Olympisch Stadion, Rome Toeschouwers: 58.752 Scheidsrechter: Gyula Emsberger (HUN) |

### 1972
|                                                                      |                                           |       |                        |                                                                                                  |
| 4 maart Vriendschappelijk № 302 «onderlinge duels» 16:00 uur (UTC+2) | Griekenland                               | 2 – 1 | Italië                 | Georgios Karaiskákisstadion, Piraeus Toeschouwers: 13.153 Scheidsrechter: Liuben Radunchev (BUL) |
| 4 maart Vriendschappelijk № 302 «onderlinge duels» 16:00 uur (UTC+2) | Antonis Antoniadis 12' Spyros Pomonis 55' |       | 19' Roberto Boninsegna | Georgios Karaiskákisstadion, Piraeus Toeschouwers: 13.153 Scheidsrechter: Liuben Radunchev (BUL) |

|                                                                          |        |       |        |                                                                           |
| 29 april EK 1972 kwalificatie № 303 «onderlinge duels» 15:30 uur (UTC+1) | Italië | 0 – 0 | België | San Siro, Milaan Toeschouwers: 63.549 Scheidsrechter: Petar Nikolov (BUL) |
| 29 april EK 1972 kwalificatie № 303 «onderlinge duels» 15:30 uur (UTC+1) |        |       |        | San Siro, Milaan Toeschouwers: 63.549 Scheidsrechter: Petar Nikolov (BUL) |

|                                                                        |                                          |       |               |                                                                                        |
| 13 mei EK 1972 kwalificatie № 304 «onderlinge duels» 20:00 uur (UTC+1) | België                                   | 2 – 1 | Italië        | Stade Emile Versé, Anderlecht Toeschouwers: 26.561 Scheidsrechter: Paul Schiller (AUT) |
| 13 mei EK 1972 kwalificatie № 304 «onderlinge duels» 20:00 uur (UTC+1) | Wilfried Van Moer 23' Paul Van Himst 71' |       | 86' Gigi Riva | Stade Emile Versé, Anderlecht Toeschouwers: 26.561 Scheidsrechter: Paul Schiller (AUT) |

|                                                                      |                                                                |       |                                                       |                                                                                              |
| 17 juni Vriendschappelijk № 305 «onderlinge duels» 20:00 uur (UTC+2) | Roemenië                                                       | 3 – 3 | Italië                                                | Stadionul 23 August, Boekarest Toeschouwers: 25.516 Scheidsrechter: Milivoje Gugulović (YUG) |
| 17 juni Vriendschappelijk № 305 «onderlinge duels» 20:00 uur (UTC+2) | Luciano Spinosi 19' (e.d.) Flavius Domide 59' Iuliu Hajnal 89' |       | 33' Pierino Prati 34' Pierino Prati 74' Franco Causio | Stadionul 23 August, Boekarest Toeschouwers: 25.516 Scheidsrechter: Milivoje Gugulović (YUG) |

|                                                                      |                  |       |                       |                                                                                                   |
| 21 juni Vriendschappelijk № 306 «onderlinge duels» 20:00 uur (UTC+2) | Bulgarije        | 1 – 1 | Italië                | Vasil Levski Nationaal Stadion, Sofia Toeschouwers: 16.500 Scheidsrechter: Giorgos Katsoras (GRE) |
| 21 juni Vriendschappelijk № 306 «onderlinge duels» 20:00 uur (UTC+2) | Hristo Bonev 42' |       | 50' Giorgio Chinaglia | Vasil Levski Nationaal Stadion, Sofia Toeschouwers: 16.500 Scheidsrechter: Giorgos Katsoras (GRE) |

|                                                                           |                                                         |       |                     |                                                                                 |
| 20 september Vriendschappelijk № 307 «onderlinge duels» 16:30 uur (UTC+2) | Italië                                                  | 3 – 1 | Joegoslavië         | Stadio Comunale, Turijn Toeschouwers: 59.000 Scheidsrechter: Vital Loraux (BEL) |
| 20 september Vriendschappelijk № 307 «onderlinge duels» 16:30 uur (UTC+2) | Gigi Riva 54' Giorgio Chinaglia 71' Pietro Anastasi 83' |       | 73' Momčilo Vukotić | Stadio Comunale, Turijn Toeschouwers: 59.000 Scheidsrechter: Vital Loraux (BEL) |

|                                                                           |           |                                                                   |        |                                                                                   |
| 7 oktober WK 1974 kwalificatie № 308 «onderlinge duels» 15:15 uur (UTC+1) | Luxemburg | 0 – 4                                                             | Italië | Stade Municipal, Luxemburg Toeschouwers: 9.378 Scheidsrechter: Robert Wurtz (FRA) |
| 7 oktober WK 1974 kwalificatie № 308 «onderlinge duels» 15:15 uur (UTC+1) |           | 3' Giorgio Chinaglia 6' Gigi Riva 36' Gigi Riva 62' Fabio Capello |        | Stade Municipal, Luxemburg Toeschouwers: 9.378 Scheidsrechter: Robert Wurtz (FRA) |

|                                                                            |             |       |        |                                                                            |
| 21 oktober WK 1974 kwalificatie № 309 «onderlinge duels» 19:00 uur (UTC+1) | Zwitserland | 0 – 0 | Italië | Wankdorf, Bern Toeschouwers: 47.438 Scheidsrechter: Kurt Tschenscher (FRG) |
| 21 oktober WK 1974 kwalificatie № 309 «onderlinge duels» 19:00 uur (UTC+1) |             |       |        | Wankdorf, Bern Toeschouwers: 47.438 Scheidsrechter: Kurt Tschenscher (FRG) |

### 1973
|                                                                            |        |       |         |                                                                                                   |
| 13 januari WK 1974 kwalificatie № 310 «onderlinge duels» 14:30 uur (UTC+1) | Italië | 0 – 0 | Turkije | Stadio Diego Armando Maradona, Napels Toeschouwers: 60.815 Scheidsrechter: Karlo Kruashvili (URS) |
| 13 januari WK 1974 kwalificatie № 310 «onderlinge duels» 14:30 uur (UTC+1) |        |       |         | Stadio Diego Armando Maradona, Napels Toeschouwers: 60.815 Scheidsrechter: Karlo Kruashvili (URS) |

|                                                                             |         |                     |        |                                                                                           |
| 25 februari WK 1974 kwalificatie № 311 «onderlinge duels» 14:30 uur (UTC+2) | Turkije | 0 – 1               | Italië | Mithatpaşastadion, Istanbul Toeschouwers: 22.990 Scheidsrechter: Abdelkader Aouissi (ALG) |
| 25 februari WK 1974 kwalificatie № 311 «onderlinge duels» 14:30 uur (UTC+2) |         | 35' Pietro Anastasi |        | Mithatpaşastadion, Istanbul Toeschouwers: 22.990 Scheidsrechter: Abdelkader Aouissi (ALG) |

|                                                                          |                                                                           |       |           |                                                                                     |
| 31 maart WK 1974 kwalificatie № 312 «onderlinge duels» 15:30 uur (UTC+1) | Italië                                                                    | 5 – 0 | Luxemburg | Stadio Luigi Ferraris, Genua Toeschouwers: 40.430 Scheidsrechter: Hédi Saoudi (TUN) |
| 31 maart WK 1974 kwalificatie № 312 «onderlinge duels» 15:30 uur (UTC+1) | Gigi Riva 18' Gigi Riva 45' Gianni Rivera 63' Gigi Riva 70' Gigi Riva 80' |       |           | Stadio Luigi Ferraris, Genua Toeschouwers: 40.430 Scheidsrechter: Hédi Saoudi (TUN) |

|                                                                     |                                 |       |          |                                                                                  |
| 9 juni Vriendschappelijk № 313 «onderlinge duels» 18:30 uur (UTC+2) | Italië                          | 2 – 0 | Brazilië | Olympisch Stadion, Rome Toeschouwers: 68.354 Scheidsrechter: Robert Héliès (FRA) |
| 9 juni Vriendschappelijk № 313 «onderlinge duels» 18:30 uur (UTC+2) | Gigi Riva 16' Fabio Capello 76' |       |          | Olympisch Stadion, Rome Toeschouwers: 68.354 Scheidsrechter: Robert Héliès (FRA) |

|                                                                      |                                       |       |          |                                                                                   |
| 14 juni Vriendschappelijk № 314 «onderlinge duels» 18:30 uur (UTC+2) | Italië                                | 2 – 0 | Engeland | Stadio Comunale, Turijn Toeschouwers: 44.941 Scheidsrechter: Tsvetan Stanev (BUL) |
| 14 juni Vriendschappelijk № 314 «onderlinge duels» 18:30 uur (UTC+2) | Pietro Anastasi 38' Fabio Capello 52' |       |          | Stadio Comunale, Turijn Toeschouwers: 44.941 Scheidsrechter: Tsvetan Stanev (BUL) |

|                                                                           |                                   |       |        |                                                                         |
| 29 september Vriendschappelijk № 315 «onderlinge duels» 16:00 uur (UTC+2) | Italië                            | 2 – 0 | Zweden | San Siro, Milaan Toeschouwers: 65.454 Scheidsrechter: Jack Taylor (ENG) |
| 29 september Vriendschappelijk № 315 «onderlinge duels» 16:00 uur (UTC+2) | Pietro Anastasi 60' Gigi Riva 66' |       |        | San Siro, Milaan Toeschouwers: 65.454 Scheidsrechter: Jack Taylor (ENG) |

|                                                                            |                                        |       |             |                                                                                            |
| 20 oktober WK 1974 kwalificatie № 316 «onderlinge duels» 15:00 uur (UTC+1) | Italië                                 | 2 – 0 | Zwitserland | Olympisch Stadion, Rome Toeschouwers: 62.881 Scheidsrechter: Antonio Camacho Jiménez (ESP) |
| 20 oktober WK 1974 kwalificatie № 316 «onderlinge duels» 15:00 uur (UTC+1) | Gianni Rivera 39' (pen,) Gigi Riva 79' |       |             | Olympisch Stadion, Rome Toeschouwers: 62.881 Scheidsrechter: Antonio Camacho Jiménez (ESP) |

|                                                                        |        |                   |          |                                                                                   |
| 14 november Vriendschappelijk № 317 «onderlinge duels» 19:45 uur (UTC) | Italië | 0 – 1             | Engeland | Wembley Stadium, Londen Toeschouwers: 88.000 Scheidsrechter: Francisco Lobo (POR) |
| 14 november Vriendschappelijk № 317 «onderlinge duels» 19:45 uur (UTC) |        | 86' Fabio Capello |          | Wembley Stadium, Londen Toeschouwers: 88.000 Scheidsrechter: Francisco Lobo (POR) |

### 1974
|                                                                          |        |       |                |                                                                                  |
| 26 februari Vriendschappelijk № 318 «onderlinge duels» 15:00 uur (UTC+1) | Italië | 0 – 0 | West-Duitsland | Olympisch Stadion, Rome Toeschouwers: 65.251 Scheidsrechter: Anton Bucheli (SUI) |
| 26 februari Vriendschappelijk № 318 «onderlinge duels» 15:00 uur (UTC+1) |        |       |                | Olympisch Stadion, Rome Toeschouwers: 65.251 Scheidsrechter: Anton Bucheli (SUI) |

|                                                                     |            |       |        |                                                                                |
| 8 juni Vriendschappelijk № 319 «onderlinge duels» 16:30 uur (UTC+1) | Oostenrijk | 0 – 0 | Italië | Prater-Stadion, Wenen Toeschouwers: 47.702 Scheidsrechter: Fred Delcourt (BEL) |
| 8 juni Vriendschappelijk № 319 «onderlinge duels» 16:30 uur (UTC+1) |            |       |        | Prater-Stadion, Wenen Toeschouwers: 47.702 Scheidsrechter: Fred Delcourt (BEL) |

| Wereldkampioenschap voetbal 1974 |
| -------------------------------- |

|                                                                    |                                                         |       |                    |                                                                                      |
| 15 juni WK 1974 Groep 4 № 320 «onderlinge duels» 18:00 uur (UTC+1) | Italië                                                  | 3 – 1 | Haïti              | Olympiastadion, München Toeschouwers: 51.100 Scheidsrechter: Vicente Llobregat (COL) |
| 15 juni WK 1974 Groep 4 № 320 «onderlinge duels» 18:00 uur (UTC+1) | Gianni Rivera 52' Romeo Benetti 66' Pietro Anastasi 79' |       | 46' Emmanuel Sanon | Olympiastadion, München Toeschouwers: 51.100 Scheidsrechter: Vicente Llobregat (COL) |

|                                                                    |                   |       |                            |                                                                                   |
| 19 juni WK 1974 Groep 4 № 321 «onderlinge duels» 19:30 uur (UTC+1) | Argentinië        | 1 – 1 | Italië                     | Neckarstadion, Stuttgart Toeschouwers: 68.900 Scheidsrechter: Pavel Kazakov (URS) |
| 19 juni WK 1974 Groep 4 № 321 «onderlinge duels» 19:30 uur (UTC+1) | René Houseman 20' |       | 35' (e.d.) Roberto Perfumo | Neckarstadion, Stuttgart Toeschouwers: 68.900 Scheidsrechter: Pavel Kazakov (URS) |

|                                                                    |                   |       |                                          |                                                                                          |
| 23 juni WK 1974 Groep 4 № 322 «onderlinge duels» 16:00 uur (UTC+1) | Italië            | 1 – 2 | Polen                                    | Neckarstadion, Stuttgart Toeschouwers: 70.100 Scheidsrechter: Hans-Joachim Weyland (FRG) |
| 23 juni WK 1974 Groep 4 № 322 «onderlinge duels» 16:00 uur (UTC+1) | Fabio Capello 85' |       | 38' Andrzej Szarmach 45' Kazimierz Deyna | Neckarstadion, Stuttgart Toeschouwers: 70.100 Scheidsrechter: Hans-Joachim Weyland (FRG) |

|  |  |  |  |  |  |  |  |  |

|                                                                           |                  |       |        |                                                                                    |
| 28 september Vriendschappelijk № 323 «onderlinge duels» 18:00 uur (UTC+1) | Joegoslavië      | 1 – 0 | Italië | Maksimirstadion, Zagreb Toeschouwers: 40.000 Scheidsrechter: Gyula Emsberger (HUN) |
| 28 september Vriendschappelijk № 323 «onderlinge duels» 18:00 uur (UTC+1) | Ivica Šurjak 41' |       |        | Maksimirstadion, Zagreb Toeschouwers: 40.000 Scheidsrechter: Gyula Emsberger (HUN) |

|                                                                             |                                                         |       |                       |                                                                             |
| 20 november EK 1976 kwalificatie № 324 «onderlinge duels» 20:30 uur (UTC+1) | Nederland                                               | 3 – 1 | Italië                | De Kuip, Rotterdam Toeschouwers: 58.463 Scheidsrechter: Pavel Kazakov (URS) |
| 20 november EK 1976 kwalificatie № 324 «onderlinge duels» 20:30 uur (UTC+1) | Rob Rensenbrink 24' Johan Cruijff 64' Johan Cruijff 80' |       | 5' Roberto Boninsegna | De Kuip, Rotterdam Toeschouwers: 58.463 Scheidsrechter: Pavel Kazakov (URS) |

|                                                                          |        |       |           |                                                                                        |
| 29 december Vriendschappelijk № 325 «onderlinge duels» 14:30 uur (UTC+1) | Italië | 0 – 0 | Bulgarije | Stadio Luigi Ferraris, Genua Toeschouwers: 39.850 Scheidsrechter: Sergio Gonella (ITA) |
| 29 december Vriendschappelijk № 325 «onderlinge duels» 14:30 uur (UTC+1) |        |       |           | Stadio Luigi Ferraris, Genua Toeschouwers: 39.850 Scheidsrechter: Sergio Gonella (ITA) |

### 1975
|                                                                          |        |       |       |                                                                                  |
| 19 april EK 1976 kwalificatie № 326 «onderlinge duels» 15:30 uur (UTC+1) | Italië | 0 – 0 | Polen | Olympisch Stadion, Rome Toeschouwers: 71.048 Scheidsrechter: Robert Héliès (FRA) |
| 19 april EK 1976 kwalificatie № 326 «onderlinge duels» 15:30 uur (UTC+1) |        |       |       | Olympisch Stadion, Rome Toeschouwers: 71.048 Scheidsrechter: Robert Héliès (FRA) |

|                                                                    |         |                       |        |                                                                                        |
| 5 juni EK 1976 kwalificatie № 327 «onderlinge duels» 19:00 (UTC+2) | Finland | 0 – 1                 | Italië | Olympisch Stadion, Helsinki Toeschouwers: 17.632 Scheidsrechter: Kurt Eschweiler (GDR) |
| 5 juni EK 1976 kwalificatie № 327 «onderlinge duels» 19:00 (UTC+2) |         | 26' Giorgio Chinaglia |        | Olympisch Stadion, Helsinki Toeschouwers: 17.632 Scheidsrechter: Kurt Eschweiler (GDR) |

|                                                                     |                     |       |        |                                                                                      |
| 8 juni Vriendschappelijk № 328 «onderlinge duels» 18:00 uur (UTC+3) | Sovjet-Unie         | 1 – 0 | Italië | Centraal Leninstadion, Moskou Toeschouwers: 70.000 Scheidsrechter: Miloš Čajić (YUG) |
| 8 juni Vriendschappelijk № 328 «onderlinge duels» 18:00 uur (UTC+3) | Anatoliy Konkov 63' |       |        | Centraal Leninstadion, Moskou Toeschouwers: 70.000 Scheidsrechter: Miloš Čajić (YUG) |

|                                                                          |        |       |         |                                                                                    |
| 27 september EK 1976 kwalificatie № 329 «onderlinge duels» 16:30 (UTC+2) | Italië | 0 – 0 | Finland | Stadio Olimpico, Rome Toeschouwers: 29.203 Scheidsrechter: Kostas Xanthoulis (CYP) |
| 27 september EK 1976 kwalificatie № 329 «onderlinge duels» 16:30 (UTC+2) |        |       |         | Stadio Olimpico, Rome Toeschouwers: 29.203 Scheidsrechter: Kostas Xanthoulis (CYP) |

|                                                                            |       |       |        |                                                                                            |
| 26 oktober EK 1976 kwalificatie № 330 «onderlinge duels» 14:00 uur (UTC+1) | Polen | 0 – 0 | Italië | Stadion Dziesięciolecia, Warschau Toeschouwers: 59.773 Scheidsrechter: Paul Schiller (AUT) |
| 26 oktober EK 1976 kwalificatie № 330 «onderlinge duels» 14:00 uur (UTC+1) |       |       |        | Stadion Dziesięciolecia, Warschau Toeschouwers: 59.773 Scheidsrechter: Paul Schiller (AUT) |

|                                                                             |                   |       |           |                                                                                  |
| 22 november EK 1976 kwalificatie № 331 «onderlinge duels» 14:30 uur (UTC+1) | Italië            | 1 – 0 | Nederland | Olympisch Stadion, Rome Toeschouwers: 33.307 Scheidsrechter: Robert Schaut (BEL) |
| 22 november EK 1976 kwalificatie № 331 «onderlinge duels» 14:30 uur (UTC+1) | Fabio Capello 20' |       |           | Olympisch Stadion, Rome Toeschouwers: 33.307 Scheidsrechter: Robert Schaut (BEL) |

|                                                                          |                                                              |       |                                               |                                                                                  |
| 30 december Vriendschappelijk № 332 «onderlinge duels» 14:30 uur (UTC+1) | Italië                                                       | 3 – 2 | Griekenland                                   | Stadio Comunale, Florence Toeschouwers: 26.585 Scheidsrechter: Miloš Čajić (YUG) |
| 30 december Vriendschappelijk № 332 «onderlinge duels» 14:30 uur (UTC+1) | Paolo Pulici 6' Paolo Pulici 45' Giuseppe Savoldi 60' (pen.) |       | 35' Mihalis Kritikopoulos 53' Stavros Sarafis | Stadio Comunale, Florence Toeschouwers: 26.585 Scheidsrechter: Miloš Čajić (YUG) |

### 1976
|                                                                      |                                                                  |       |                     |                                                                                   |
| 7 april Vriendschappelijk № 333 «onderlinge duels» 19:00 uur (UTC+1) | Italië                                                           | 3 – 1 | Portugal            | Stadio Comunale, Turijn Toeschouwers: 36.121 Scheidsrechter: Károly Palotai (HUN) |
| 7 april Vriendschappelijk № 333 «onderlinge duels» 19:00 uur (UTC+1) | Giancarlo Antognoni 45' Giancarlo Antognoni 62' Paolo Pulici 70' |       | 82' Samuel Fraguito | Stadio Comunale, Turijn Toeschouwers: 36.121 Scheidsrechter: Károly Palotai (HUN) |

| |                  |                                                                                      |        |                                                                                             |
| 23 mei Vriendschappelijk USA Bicentennial Cup Tournament № 334 «onderlinge duels» 13:00 uur (UTC−4) | Verenigde Staten | 0 – 4                                                                                | Italië | RFK Stadium, Washington D.C. Toeschouwers: 33.455 Scheidsrechter: Walter Hungerbühler (SUI) |
| 23 mei Vriendschappelijk USA Bicentennial Cup Tournament № 334 «onderlinge duels» 13:00 uur (UTC−4) |                  | 15' Fabio Capello 22' (pen.) Paolo Pulici 72' Francesco Graziani 84' Francesco Rocca |        | RFK Stadium, Washington D.C. Toeschouwers: 33.455 Scheidsrechter: Walter Hungerbühler (SUI) |

| |                                                     |       |                                               |                                                                                          |
| 28 mei Vriendschappelijk USA Bicentennial Cup Tournament № 335 «onderlinge duels» 20:00 uur (UTC−4) | Engeland                                            | 3 – 2 | Italië                                        | Yankee Stadium, New York Toeschouwers: 40.650 Scheidsrechter: Hans-Joachim Weyland (FRG) |
| 28 mei Vriendschappelijk USA Bicentennial Cup Tournament № 335 «onderlinge duels» 20:00 uur (UTC−4) | Mick Channon 46' Phil Thompson 48' Mick Channon 53' |       | 15' Francesco Graziani 18' Francesco Graziani | Yankee Stadium, New York Toeschouwers: 40.650 Scheidsrechter: Hans-Joachim Weyland (FRG) |

| |                                               |       |                  |                                                                               |
| 31 mei Vriendschappelijk USA Bicentennial Cup Tournament № 336 «onderlinge duels» 15:00 uur (UTC−4) | Brazilië                                      | 4 – 1 | Italië           | Yale Bowl, New Haven Toeschouwers: 36.096 Scheidsrechter: Ramón Barreto (URU) |
| 31 mei Vriendschappelijk USA Bicentennial Cup Tournament № 336 «onderlinge duels» 15:00 uur (UTC−4) | Gil 29' Gil 52' Zico 73' Roberto Dinamite 75' |       | 2' Fabio Capello | Yale Bowl, New Haven Toeschouwers: 36.096 Scheidsrechter: Ramón Barreto (URU) |

|                                                                     |                                                                                        |       |                                       |                                                                           |
| 5 juni Vriendschappelijk № 337 «onderlinge duels» 18:00 uur (UTC+2) | Italië                                                                                 | 4 – 2 | Roemenië                              | San Siro, Milaan Toeschouwers: 30.329 Scheidsrechter: Paul Schiller (AUT) |
| 5 juni Vriendschappelijk № 337 «onderlinge duels» 18:00 uur (UTC+2) | Francesco Graziani 49' Giancarlo Antognoni 60' Roberto Bettega 70' Roberto Bettega 74' |       | 65' Mircea Lucescu 77' Dudu Georgescu | San Siro, Milaan Toeschouwers: 30.329 Scheidsrechter: Paul Schiller (AUT) |

|                                                                           |            |                  |        |                                                                                              |
| 22 september Vriendschappelijk № 338 «onderlinge duels» 19:00 uur (UTC+1) | Denemarken | 0 – 1            | Italië | Københavns Idrætspark, Kopenhagen Toeschouwers: 29.000 Scheidsrechter: Wolfgang Riedel (DDR) |
| 22 september Vriendschappelijk № 338 «onderlinge duels» 19:00 uur (UTC+1) |            | 18' Paolo Pulici |        | Københavns Idrætspark, Kopenhagen Toeschouwers: 29.000 Scheidsrechter: Wolfgang Riedel (DDR) |

|                                                                           |                                                                |       |             |                                                                                         |
| 25 september Vriendschappelijk № 339 «onderlinge duels» 19:00 uur (UTC+2) | Italië                                                         | 3 – 0 | Joegoslavië | Olympisch Stadion, Rome Toeschouwers: 27.315 Scheidsrechter: Pablo Sánchez Ibáñez (ESP) |
| 25 september Vriendschappelijk № 339 «onderlinge duels» 19:00 uur (UTC+2) | Roberto Bettega 33' Francesco Graziani 73' Roberto Bettega 85' |       |             | Olympisch Stadion, Rome Toeschouwers: 27.315 Scheidsrechter: Pablo Sánchez Ibáñez (ESP) |

|                                                                            |                |       |                                                                                        |                                                                                        |
| 16 oktober WK 1978 kwalificatie № 340 «onderlinge duels» 14:30 uur (UTC+1) | Luxemburg      | 1 – 4 | Italië                                                                                 | Stade Municipal, Luxemburg Toeschouwers: 11.700 Scheidsrechter: Ernst Dörflinger (SUI) |
| 16 oktober WK 1978 kwalificatie № 340 «onderlinge duels» 14:30 uur (UTC+1) | Nico Braun 86' |       | 24' Francesco Graziani 44' Roberto Bettega 50' Giancarlo Antognoni 81' Roberto Bettega | Stade Municipal, Luxemburg Toeschouwers: 11.700 Scheidsrechter: Ernst Dörflinger (SUI) |

|                                                                             |                                             |       |          |                                                                                  |
| 17 november WK 1978 kwalificatie № 341 «onderlinge duels» 14:30 uur (UTC+1) | Italië                                      | 2 – 0 | Engeland | Olympisch Stadion, Rome Toeschouwers: 70.718 Scheidsrechter: Abraham Klein (ISR) |
| 17 november WK 1978 kwalificatie № 341 «onderlinge duels» 14:30 uur (UTC+1) | Giancarlo Antognoni 36' Roberto Bettega 77' |       |          | Olympisch Stadion, Rome Toeschouwers: 70.718 Scheidsrechter: Abraham Klein (ISR) |

|                                                                        |                   |       |                     |                                                                                                |
| 22 december Vriendschappelijk № 342 «onderlinge duels» 21:30 uur (UTC) | Portugal          | 2 – 1 | Italië              | Estádio José Alvalade, Lissabon Toeschouwers: 3.000 Scheidsrechter: Emilio Guruceta Muro (ESP) |
| 22 december Vriendschappelijk № 342 «onderlinge duels» 21:30 uur (UTC) | Nené 12' Nené 66' |       | 78' Roberto Bettega | Estádio José Alvalade, Lissabon Toeschouwers: 3.000 Scheidsrechter: Emilio Guruceta Muro (ESP) |

### 1977
|                                                                         |                                                 |       |                           |                                                                                   |
| 26 januari Vriendschappelijk № 343 «onderlinge duels» 14:30 uur (UTC+1) | Italië                                          | 2 – 1 | België                    | Olympisch Stadion, Rome Toeschouwers: 16.573 Scheidsrechter: Erich Linemayr (AUT) |
| 26 januari Vriendschappelijk № 343 «onderlinge duels» 14:30 uur (UTC+1) | Francesco Graziani 24' Walter Meeuws 77' (e.d.) |       | 85' (pen.) Christian Piot | Olympisch Stadion, Rome Toeschouwers: 16.573 Scheidsrechter: Erich Linemayr (AUT) |

|                                                                        |         |                                                          |        |                                                                                      |
| 8 juni WK 1978 kwalificatie № 344 «onderlinge duels» 19:00 uur (UTC+2) | Finland | 0 – 3                                                    | Italië | Olympisch Stadion, Helsinki Toeschouwers: 17.539 Scheidsrechter: Robert Héliès (FRA) |
| 8 juni WK 1978 kwalificatie № 344 «onderlinge duels» 19:00 uur (UTC+2) |         | 8' Claudio Gentile 56' Roberto Bettega 81' Romeo Benetti |        | Olympisch Stadion, Helsinki Toeschouwers: 17.539 Scheidsrechter: Robert Héliès (FRA) |

|                                                                        |                                             |       |                         |                                                                                      |
| 8 oktober Vriendschappelijk № 345 «onderlinge duels» 15:30 uur (UTC+1) | West-Duitsland                              | 2 – 1 | Italië                  | Olympiastadion, West-Berlijn Toeschouwers: 74.000 Scheidsrechter: Francis Rion (BEL) |
| 8 oktober Vriendschappelijk № 345 «onderlinge duels» 15:30 uur (UTC+1) | Manfred Kaltz 32' Karl-Heinz Rummenigge 58' |       | 75' Giancarlo Antognoni | Olympiastadion, West-Berlijn Toeschouwers: 74.000 Scheidsrechter: Francis Rion (BEL) |

|                                                                            | |       |                  |                                                                                 |
| 15 oktober WK 1978 kwalificatie № 346 «onderlinge duels» 15:00 uur (UTC+1) | Italië | 6 – 1 | Finland          | Stadio Comunale, Turijn Toeschouwers: 62.888 Scheidsrechter: Nikola Dudin (BUL) |
| 15 oktober WK 1978 kwalificatie № 346 «onderlinge duels» 15:00 uur (UTC+1) | Roberto Bettega 29' Roberto Bettega 38' Francesco Graziani 45' Roberto Bettega 59' Roberto Bettega 62' Renato Zaccarelli 71' |       | 67' Kai Haaskivi | Stadio Comunale, Turijn Toeschouwers: 62.888 Scheidsrechter: Nikola Dudin (BUL) |

|                                                                           |                                      |       |        |                                                                                   |
| 16 november WK 1978 kwalificatie № 347 «onderlinge duels» 19:45 uur (UTC) | Engeland                             | 2 – 0 | Italië | Wembley Stadium, Londen Toeschouwers: 92.500 Scheidsrechter: Károly Palotai (HUN) |
| 16 november WK 1978 kwalificatie № 347 «onderlinge duels» 19:45 uur (UTC) | Kevin Keegan 11' Trevor Brooking 80' |       |        | Wembley Stadium, Londen Toeschouwers: 92.500 Scheidsrechter: Károly Palotai (HUN) |

|                                                                            |                                                             |       |           |                                                                                     |
| 3 december WK 1978 kwalificatie № 348 «onderlinge duels» 14:30 uur (UTC+1) | Italië                                                      | 3 – 0 | Luxemburg | Olympisch Stadion, Rome Toeschouwers: 62.466 Scheidsrechter: Dušan Maksimović (YUG) |
| 3 december WK 1978 kwalificatie № 348 «onderlinge duels» 14:30 uur (UTC+1) | Roberto Bettega 4' Francesco Graziani 11' Franco Causio 56' |       |           | Olympisch Stadion, Rome Toeschouwers: 62.466 Scheidsrechter: Dušan Maksimović (YUG) |

|                                                                          |        |                         |        |                                                                       |
| 21 december Vriendschappelijk № 349 «onderlinge duels» 20:00 uur (UTC+1) | België | 0 – 1                   | Italië | Sclessin, Luik Toeschouwers: 6.930 Scheidsrechter: Rudi Frickel (FRG) |
| 21 december Vriendschappelijk № 349 «onderlinge duels» 20:00 uur (UTC+1) |        | 73' Giancarlo Antognoni |        | Sclessin, Luik Toeschouwers: 6.930 Scheidsrechter: Rudi Frickel (FRG) |

### 1978
|                                                                         |                           |       |                    |                                                                                           |
| 25 januari Vriendschappelijk № 350 «onderlinge duels» 21:00 uur (UTC+1) | Spanje                    | 2 – 1 | Italië             | Estadio Santiago Bernabéu, Madrid Toeschouwers: 25.000 Scheidsrechter: Robert Wurtz (FRA) |
| 25 januari Vriendschappelijk № 350 «onderlinge duels» 21:00 uur (UTC+1) | Pirri 10' (pen.) Dani 56' |       | 83' Marco Tardelli | Estadio Santiago Bernabéu, Madrid Toeschouwers: 25.000 Scheidsrechter: Robert Wurtz (FRA) |

|                                                                         |                                               |       |                                           |                                                                                           |
| 8 februari Vriendschappelijk № 351 «onderlinge duels» 15:00 uur (UTC+1) | Italië                                        | 2 – 2 | Frankrijk                                 | Stadio San Paolo, Napels Toeschouwers: 66.158 Scheidsrechter: Ángel Franco Martínez (ESP) |
| 8 februari Vriendschappelijk № 351 «onderlinge duels» 15:00 uur (UTC+1) | Francesco Graziani 13' Francesco Graziani 22' |       | 51' Dominique Bathenay 81' Michel Platini | Stadio San Paolo, Napels Toeschouwers: 66.158 Scheidsrechter: Ángel Franco Martínez (ESP) |

|                                                                     |        |       |             |                                                                                |
| 18 mei Vriendschappelijk № 352 «onderlinge duels» 19:00 uur (UTC+1) | Italië | 0 – 0 | Joegoslavië | Olympisch Stadion, Rome Toeschouwers: 19.650 Scheidsrechter: Jean Dubach (SUI) |
| 18 mei Vriendschappelijk № 352 «onderlinge duels» 19:00 uur (UTC+1) |        |       |             | Olympisch Stadion, Rome Toeschouwers: 19.650 Scheidsrechter: Jean Dubach (SUI) |

| Wereldkampioenschap voetbal 1978 |
| -------------------------------- |

|                                                                   |                                       |       |                    | |
| 2 juni WK 1978 Groep 1 № 353 «onderlinge duels» 13:45 uur (UTC−3) | Italië                                | 2 – 1 | Frankrijk          | Estadio José María Minella, Mar del Plata Toeschouwers: 42.373 Scheidsrechter: Nicolae Rainea (ROU) |
| 2 juni WK 1978 Groep 1 № 353 «onderlinge duels» 13:45 uur (UTC−3) | Paolo Rossi 29' Renato Zaccarelli 54' |       | 1' Bernard Lacombe | Estadio José María Minella, Mar del Plata Toeschouwers: 42.373 Scheidsrechter: Nicolae Rainea (ROU) |

|                                                                   |                                                       |       |                        | |
| 6 juni WK 1978 Groep 1 № 354 «onderlinge duels» 13:45 uur (UTC−3) | Italië                                                | 3 – 1 | Hongarije              | Estadio José María Minella, Mar del Plata Toeschouwers: 26.533 Scheidsrechter: Ramón Barreto (URU) |
| 6 juni WK 1978 Groep 1 № 354 «onderlinge duels» 13:45 uur (UTC−3) | Paolo Rossi 34' Roberto Bettega 36' Romeo Benetti 60' |       | 81' (pen.) András Tóth | Estadio José María Minella, Mar del Plata Toeschouwers: 26.533 Scheidsrechter: Ramón Barreto (URU) |

|                                                                    |             |       |            |                                                                                           |
| 10 juni WK 1978 Groep 1 № 355 «onderlinge duels» 19:15 uur (UTC−3) | Italië      | 1 – 0 | Argentinië | Estadio Monumental, Buenos Aires Toeschouwers: 71.712 Scheidsrechter: Abraham Klein (ISR) |
| 10 juni WK 1978 Groep 1 № 355 «onderlinge duels» 19:15 uur (UTC−3) | Bettega 67' |       |            | Estadio Monumental, Buenos Aires Toeschouwers: 71.712 Scheidsrechter: Abraham Klein (ISR) |

|                                                                    |        |       |                |                                                                                              |
| 14 juni WK 1978 Groep A № 356 «onderlinge duels» 13:45 uur (UTC−3) | Italië | 0 – 0 | West-Duitsland | Estadio Monumental, Buenos Aires Toeschouwers: 67.547 Scheidsrechter: Dušan Maksimović (YUG) |
| 14 juni WK 1978 Groep A № 356 «onderlinge duels» 13:45 uur (UTC−3) |        |       |                | Estadio Monumental, Buenos Aires Toeschouwers: 67.547 Scheidsrechter: Dušan Maksimović (YUG) |

|                                                                    |                 |       |            |                                                                                          |
| 18 juni WK 1978 Groep A № 357 «onderlinge duels» 16:45 uur (UTC−3) | Italië          | 1 – 0 | Oostenrijk | Estadio Monumental, Buenos Aires Toeschouwers: 66.695 Scheidsrechter: Francis Rion (BEL) |
| 18 juni WK 1978 Groep A № 357 «onderlinge duels» 16:45 uur (UTC−3) | Paolo Rossi 13' |       |            | Estadio Monumental, Buenos Aires Toeschouwers: 66.695 Scheidsrechter: Francis Rion (BEL) |

|                                                                    |                                 |       |                          |                                                                                                   |
| 21 juni WK 1978 Groep A № 358 «onderlinge duels» 13:45 uur (UTC−3) | Nederland                       | 2 – 1 | Italië                   | Estadio Monumental, Buenos Aires Toeschouwers: 67.433 Scheidsrechter: Ángel Franco Martínez (ESP) |
| 21 juni WK 1978 Groep A № 358 «onderlinge duels» 13:45 uur (UTC−3) | Ernie Brandts 50' Arie Haan 76' |       | 19' (e.d.) Ernie Brandts | Estadio Monumental, Buenos Aires Toeschouwers: 67.433 Scheidsrechter: Ángel Franco Martínez (ESP) |

|                                                                         |                                       |       |                   |                                                                                           |
| 24 juni WK 1978 Troostfinale № 359 «onderlinge duels» 15:00 uur (UTC−3) | Brazilië                              | 2 – 1 | Italië            | Estadio Monumental, Buenos Aires Toeschouwers: 69.659 Scheidsrechter: Abraham Klein (ISR) |
| 24 juni WK 1978 Troostfinale № 359 «onderlinge duels» 15:00 uur (UTC−3) | Nelinho 64' Dirceu José Guimarães 71' |       | 38' Franco Causio | Estadio Monumental, Buenos Aires Toeschouwers: 69.659 Scheidsrechter: Abraham Klein (ISR) |

|  |  |  |  |  |  |  |  |  |

|                                                                           |                     |       |           |                                                                                     |
| 20 september Vriendschappelijk № 360 «onderlinge duels» 19:30 uur (UTC+2) | Italië              | 1 – 0 | Bulgarije | Olympisch Stadion, Turijn Toeschouwers: 22.419 Scheidsrechter: Erich Linemayr (AUT) |
| 20 september Vriendschappelijk № 360 «onderlinge duels» 19:30 uur (UTC+2) | Antonio Cabrini 62' |       |           | Olympisch Stadion, Turijn Toeschouwers: 22.419 Scheidsrechter: Erich Linemayr (AUT) |

|                                                                           |                        |       |         |                                                                                      |
| 23 september Vriendschappelijk № 361 «onderlinge duels» 16:30 uur (UTC+2) | Italië                 | 1 – 0 | Turkije | Stadio Comunale, Florence Toeschouwers: 29.256 Scheidsrechter: António Garrido (POR) |
| 23 september Vriendschappelijk № 361 «onderlinge duels» 16:30 uur (UTC+2) | Francesco Graziani 26' |       |         | Stadio Comunale, Florence Toeschouwers: 29.256 Scheidsrechter: António Garrido (POR) |

|                                                                         |                                                              |       |        |                                                                                  |
| 8 november Vriendschappelijk № 362 «onderlinge duels» 17:00 uur (UTC+1) | Tsjecho-Slowakije                                            | 3 – 0 | Italië | Tehelné pole, Bratislava Toeschouwers: 50.000 Scheidsrechter: Franz Wöhrer (AUT) |
| 8 november Vriendschappelijk № 362 «onderlinge duels» 17:00 uur (UTC+1) | Karel Jarůšek 1' Antonín Panenka 53' Marián Masný 88' (pen.) |       |        | Tehelné pole, Bratislava Toeschouwers: 50.000 Scheidsrechter: Franz Wöhrer (AUT) |

|                                                                          |                 |       |        |                                                                                 |
| 21 december Vriendschappelijk № 363 «onderlinge duels» 14:30 uur (UTC+1) | Italië          | 1 – 0 | Spanje | Olympisch Stadion, Rome Toeschouwers: 28.685 Scheidsrechter: Nikola Dudin (BUL) |
| 21 december Vriendschappelijk № 363 «onderlinge duels» 14:30 uur (UTC+1) | Paolo Rossi 31' |       |        | Olympisch Stadion, Rome Toeschouwers: 28.685 Scheidsrechter: Nikola Dudin (BUL) |

### 1979
|                                                                          |                                                              |       |           |                                                                            |
| 24 februari Vriendschappelijk № 364 «onderlinge duels» 15:00 uur (UTC+1) | Italië                                                       | 3 – 0 | Nederland | San Siro, Milaan Toeschouwers: 55.280 Scheidsrechter: Nicolae Rainea (ROU) |
| 24 februari Vriendschappelijk № 364 «onderlinge duels» 15:00 uur (UTC+1) | Roberto Bettega 9' Paolo Rossi 19' (pen.) Marco Tardelli 44' |       |           | San Siro, Milaan Toeschouwers: 55.280 Scheidsrechter: Nicolae Rainea (ROU) |

|                                                                     |                                   |       |                                        |                                                                                       |
| 26 mei Vriendschappelijk № 365 «onderlinge duels» 19:15 uur (UTC+1) | Italië                            | 2 – 2 | Argentinië                             | Olympisch Stadion, Rome Toeschouwers: 59.834 Scheidsrechter: António Porém Luís (POR) |
| 26 mei Vriendschappelijk № 365 «onderlinge duels» 19:15 uur (UTC+1) | Franco Causio 25' Paolo Rossi 55' |       | 7' José Valencia 56' Daniel Passarella | Olympisch Stadion, Rome Toeschouwers: 59.834 Scheidsrechter: António Porém Luís (POR) |

|                                                                      |                                                                   |       |                 |                                                                                      |
| 13 juni Vriendschappelijk № 366 «onderlinge duels» 18:00 uur (UTC+1) | Joegoslavië                                                       | 4 – 1 | Italië          | Maksimirstadion, Zagreb Toeschouwers: 20.000 Scheidsrechter: Walter Eschweiler (FRG) |
| 13 juni Vriendschappelijk № 366 «onderlinge duels» 18:00 uur (UTC+1) | Safet Sušić 28' Safet Sušić 36' Safet Sušić 66' Velimir Zajec 86' |       | 25' Paolo Rossi | Maksimirstadion, Zagreb Toeschouwers: 20.000 Scheidsrechter: Walter Eschweiler (FRG) |

|                                                                           |                     |       |        |                                                                                  |
| 26 september Vriendschappelijk № 367 «onderlinge duels» 20:15 uur (UTC+2) | Italië              | 1 – 0 | Zweden | Stadio Comunale, Florence Toeschouwers: 33.783 Scheidsrechter: André Daina (SUI) |
| 26 september Vriendschappelijk № 367 «onderlinge duels» 20:15 uur (UTC+2) | Gabriele Oriali 15' |       |        | Stadio Comunale, Florence Toeschouwers: 33.783 Scheidsrechter: André Daina (SUI) |

|                                                                          |                                           |       |             |                                                                              |
| 17 november Vriendschappelijk № 368 «onderlinge duels» 14:30 uur (UTC+1) | Italië                                    | 2 – 0 | Zwitserland | Stadio Friuli, Udine Toeschouwers: 33.000 Scheidsrechter: Ulf Eriksson (SWe) |
| 17 november Vriendschappelijk № 368 «onderlinge duels» 14:30 uur (UTC+1) | Francesco Graziani 25' Marco Tardelli 40' |       |             | Stadio Friuli, Udine Toeschouwers: 33.000 Scheidsrechter: Ulf Eriksson (SWe) |

CONMEBOL: Colombia · Ecuador

UEFA: Albanië · België · Bulgarije · Cyprus · Denemarken · West-Duitsland · Duitse Democratische Republiek · Engeland · Finland · Frankrijk · Griekenland · Hongarije · IJsland · Ierland · Italië · Joegoslavië · Luxemburg · Malta · Nederland · Noord-Ierland · Noorwegen · Oostenrijk · Polen · Portugal · Roemenië · Schotland ·  Sovjet-Unie ·  Spanje · Tsjecho-Slowakije · Turkije · Wales ·  Zweden · Zwitserland

CAF: Madagaskar AFC: Israël

FIGC · A-internationals · Selecties · Bondscoaches · Italiaans vrouwenelftal · Olympisch elftal · Italië U21 · Italië U20 · Italië U19 · Italië U18 · Italië U17 · Italië U16 · Vrouwen U17
1910 – 1919 ·
1920 – 1929 ·
1930 – 1939 ·
1940 – 1949 ·
1950 – 1959 ·
1960 – 1969 ·
1970 – 1979 ·
1980 – 1989 ·
1990 – 1999 ·
2000 – 2009 ·
2010 – 2019 ·
2020 − 2029
EK's: 1968 · 
1980 · 
1988 · 
1996 · 
2000 · 
2004 · 
2008 · 
2012 · 
2016 ·
2020 ·
2024
WK's: 1934 · 
1938 · 
1950 · 
1954 · 
1962 · 
1966 · 
1970 · 
1974 · 
1978 · 
1982 · 
1986 · 
1990 · 
1994 · 
1998 · 
2002 · 
2006 · 
2010 · 
2014
OS: 1912 · 
1920 · 
1924 · 
1928 · 
1936 · 
1948 · 
1952 · 
1960 · 
1984 · 
1988 · 
1992 · 
1996 · 
2000 · 
2004 · 
2008
1911 · 
1912 · 
1913 · 
1914 · 
1915 · 
1916 · 1917 · 1918 · 1919 · 
1920 · 
1921 · 
1922 · 
1923 · 
1924 · 
1925 · 
1926 · 
1927 · 
1928 · 
1929 · 
1930 · 
1931 · 
1932 · 
1933 · 
1934 · 
1935 · 
1936 · 
1937 · 
1938 · 
1939 · 
1940 · 
1941 · 
1942 · 
1943 · 1944 · 
1945 · 
1946 · 
1947 · 
1948 · 
1949 · 
1950 · 
1952 · 
1952 · 
1953 · 
1954 · 
1955 · 
1956 · 
1957 · 
1958 · 
1959 · 
1960 · 
1961 · 
1962 · 
1963 · 
1964 · 
1965 · 
1966 · 
1967 · 
1968 · 
1969 · 
1970 · 
1971 · 
1972 · 
1973 · 
1974 · 
1975 · 
1976 · 
1977 · 
1978 · 
1979 · 
1980 · 
1981 · 
1982 · 
1983 · 
1984 · 
1985 · 
1986 · 
1987 · 
1988 · 
1989 · 
1990 ·
1991 · 
1992 · 
1993 · 
1994 · 
1995 · 
1996 · 
1997 · 
1998 · 
1999 · 
2000 · 
2001 · 
2002 · 
2003 · 
2004 · 
2005 · 
2006 · 
2007 · 
2008 · 
2009 · 
2010 · 
2011 · 
2012 · 
2013 · 
2014 · 
2015 · 
2016 · 
2017 ·
2018 ·
2019 ·
2020 ·
2021 ·
2022 ·
2023 ·
2024
Albanië ·
Algerije ·
Argentinië ·
Armenië ·
Australië ·
Azerbeidzjan ·
België ·
Bosnië en Herzegovina ·
Brazilië ·
Bulgarije ·
Canada ·
Chili ·
China ·
Costa Rica ·
Cyprus ·
DDR ·
Denemarken ·
Duitsland ·
Ecuador ·
Egypte ·
Engeland ·
Estland ·
Faeröer ·
Finland ·
Frankrijk ·
Georgië ·
Ghana ·
Griekenland ·
Haïti ·
Hongarije ·
Ierland ·
IJsland ·
Israël ·
Ivoorkust ·
Japan ·
Joegoslavië ·
Kameroen ·
Kroatië ·
Liechtenstein · 
Litouwen ·
Luxemburg ·
Malta ·
Marokko ·
Mexico ·
Moldavië ·
Montenegro ·
Nederland ·
Nieuw-Zeeland ·
Nigeria ·
Noord-Ierland ·
Noord-Korea ·
Noord-Macedonië ·
Noorwegen ·
Oekraïne ·
Oostenrijk ·
Paraguay ·
Peru ·
Polen ·
Portugal ·
Roemenië ·
Rusland ·
San Marino ·
Saoedi-Arabië ·
Schotland ·
Servië ·
Servië en Montenegro ·
Slovenië ·
Slowakije ·
Sovjet-Unie ·
Spanje ·
Tsjechië ·
Tsjecho-Slowakije ·
Tunesië ·
Turkije ·
Uruguay ·
Venezuela ·
Verenigde Staten ·
Wales ·
Wit-Rusland ·
Zuid-Afrika ·
Zuid-Korea ·
Zweden ·
Zwitserland
Argentinië (1982) · 
Australië (2006) · 
België (2016) · 
België (2021) · 
Brazilië (1970) · 
Brazilië (1982) · 
Brazilië (1994) · 
Costa Rica (2014) · 
Duitsland (2006) · 
Duitsland (2012) · 
Engeland (2012) ·
Engeland (2014) ·
Engeland (2021) ·
Frankrijk (2000) · 
Frankrijk (2006) · 
Frankrijk (2008) · 
Ghana (2006) · 
Hongarije (1938) · 
Ierland (2012) · 
Joegoslavië (1968) · 
Kameroen (1982) · 
Kroatië (2012) · 
Nederland (2008) · 
Nieuw-Zeeland (2010) · 
Oekraïne (2006) · 
Oostenrijk (2021) · 
Paraguay (2010) · 
Peru (1982) · 
Polen (1982, 1) · 
Polen (1982, 2) · 
Roemenië (2008) · 
Spanje (2008) ·
Spanje (2012, 1) ·
Spanje (2012, 2) ·
Spanje (2016) ·
Spanje (2021) ·
Tsjechië (2006) · 
Turkije (2021) · 
Uruguay (2014) · 
Verenigde Staten (2006) · 
Wales (2021) · 
West-Duitsland (1982) · 
Zweden (2016) · 
Zwitserland (2021)